# 特兰西瓦尼亚
特兰西瓦尼亚（拉丁語：Transsilvania；中文译为埃尔代伊，中文译为锡本比根，来自拉丁语： trans-（"外"）+ silvānus（"森林"，关系形容词）+ -ia（抽象名词后缀）），罗马尼亚中西部地区。在1571年到1711年之间时特兰西瓦尼亚曾是一个诸侯国。
特兰西瓦尼亚原為達契亞王國之領土，在達契亞戰爭後被圖拉真征服納入羅馬帝國版圖，在羅馬帝國衰落後被匈牙利王國所佔領，遂长期归属于匈牙利，在鄂圖曼帝國攻佔布達佩斯後，成為匈牙利貴族的避難所，抗拒土耳其文化入侵。隨鄂圖曼帝國衰落，又成為哈布斯堡君主國（奧地利）與奧地利帝國、奧匈帝國的一部分。在一戰後根據1920年簽訂的《特里亞農條約》，成為羅馬尼亞一部份。

## 地理

特兰西瓦尼亚（黄色）在罗马尼亚的位置

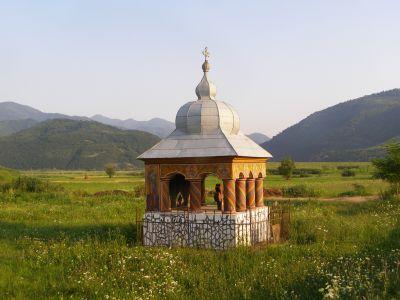
特兰西瓦尼亚建築

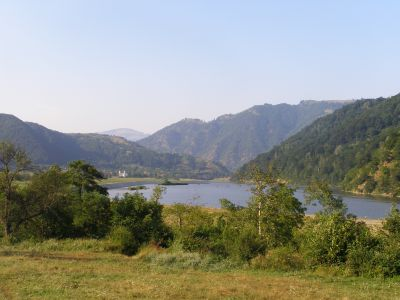
多瑙河

今日人们所说的特兰西瓦尼亚包括罗马尼亚中部和西北部的16个县，面积近103600平方公里，接近罗马尼亚总面积的一半。这16个县是：阿尔巴县、阿拉德县、比霍尔县、比斯特里察-讷瑟乌德县、布拉索夫县，卡拉什-塞维林县、克卢日县、科瓦斯纳县、哈尔吉塔县、胡内多阿拉县、马拉穆列什县、穆列什县、瑟拉日县、萨图马雷县、锡比乌县和蒂米什县。
特兰西瓦尼亚高原海拔约为300至500米（1000-1600英尺），境内有穆列什河、索梅什河、克什河、奥尔特河等多瑙河的支流。克卢日-纳波卡是其中心城市；其他主要城镇有蒂米什瓦拉、布拉索夫、奥拉迪亚、阿拉德、锡比乌、特尔古穆列什、巴亚马雷和萨图马雷等。

## 经济
特兰西瓦尼亚矿产资源丰富，盛产褐煤、铁、铅、锰、金、铜、天然气、矿盐和硫磺。有大型的炼钢、化学及纺织工业。畜牧业、农业、酿酒业和水果栽培是当地主要的产业。木材是另一项珍贵的资源。
特兰西瓦尼亚国内生产总值（GDP）占罗马尼亚的35%，人均GDP约为11500美元，比罗马尼亚平均水平高10%。

## 人口
根据2011年的人口普查，该地区人口共有6,789,250人，其中罗马尼亚人占70.62%。此外特兰西瓦尼亚还有17.92%的匈牙利人(全罗馬尼亞境内共有1,415,718人)，罗姆人以及特兰西瓦尼亚萨克森人群体。

## 语源
特兰西瓦尼亚一词于1075年第一次出现在拉丁语文献中，名为“Ultra silvam”：ultra 在拉丁文中意思是「在...的另一方」，「在...以外」或「比...更加遠的地方」，而拉丁文 silvam 來自 silva，意思是「樹林」或「森林」。全字可理解成「在森林的那一邊更加遠的地方」。这一名字后来演化成了同一含义的“Transylvania”：trans 有「越過，橫跨到另一方」的意思。所以“Transylvania”就有「森林的另一方」的意思。
德语名“Siebenbürgen”意为“七堡”，源于特兰西瓦尼亚萨克逊人在该地区建立的七座城市。罗马尼亚名“Ardeal”和匈牙利语名“Erdély”来源不详（参见特兰西瓦尼亚语源学）。捷克语名“Sedmihradsko”意为“七座城堡”，与德语单词同源。

## 历史

### 古代史

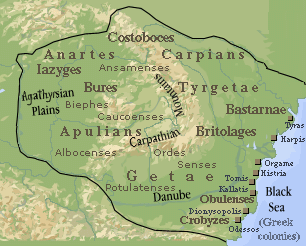
公元前82年，達契亞王國在布雷比斯塔統治期間的地图

希罗多德记述了公元前5世纪居住在特兰西瓦尼亚的阿格瑟西。
至少在公元前2世纪初，该地区曾存在过一个由国王奥罗莱斯（Oroles）统治的达契亚王国。在国王布雷比斯塔（Burebista）以及凯撒大帝的短暂统治下，达契亚王国扩张到了其顶峰。现在组成特兰西瓦尼亚的地区曾经是达基亚王国的政治中心。
在奥古斯都任内，达契亚人经常被提及，他们自称被迫承认罗马人的统治。然而他们从未屈服，后来抓住每一次机会在冬天穿过封冻的多瑙河，劫掠新近占领的罗马行省默西亚中的罗马城市。
达契亚人在今日的胡內多阿拉附近建立了一些重要的堡垒城市，其中包括萨米泽盖图萨（Sarmizegetusa）。
罗马帝国在巴尔干半岛的扩张引起了达契亚人和罗马之间的冲突。在德塞巴卢斯统治时期，达契亚人卷入了与罗马人的数次战争（公元85年至89年）。在两次重大的反击之后，罗马人佔了上风，却由于圖密善被马科曼尼击败而不得不签署和平协议。最终，达契亚人获得了独立，却必须每年向罗马皇帝进贡。
公元101年至102年，图拉真发动了对达契亚人的战役（达契亚战争），包围了达契亚首都萨米泽盖图萨，并占领了达契亚的部分领土。德塞巴鲁斯被保留作罗马摄政之下的傀儡国王。三年之后，达契亚人叛乱并摧毁了部署在达契亚的罗马军队。第二次战役（105年至106年）以德塞巴鲁斯的自杀和达契亚部分地区转化成罗马达契亚行省告终。达契亚战争的历史由卡西乌斯·狄奥记录，但最好的传记是在罗马城著名图拉真柱上。

### 成为半独立公国

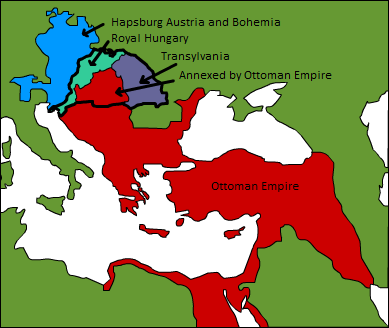
1526年後匈牙利領土的瓜分
匈牙利王国
哈布斯堡奧地利
特兰西瓦尼亚
奥斯曼帝国

1526年，匈牙利国王亚盖隆王朝的路易二世在第一次摩哈赤战役中被奥斯曼帝国击败阵亡。特兰西瓦尼亚总督约翰·扎波利亚乘机利用其军事力量，成为匈牙利民族主义者的首领，反对由奥地利大公斐迪南（即后来的神圣罗马帝国皇帝斐迪南一世）继承匈牙利王位。
约翰一世被推举为匈牙利国王，而其他人却认可斐迪南的统治。在追求认可的斗争中，扎波利亚得到了苏里曼一世苏丹的支持。后者在前者于1540年死后，假托保护扎波利亚之子约翰二世的名义控制了匈牙利中部。匈牙利因此被分成了三个部分：奥地利统治下的西部，土耳其统治下的中部和半独立的特兰西瓦尼亚。奥地利和土耳其在特兰西瓦尼亚争夺霸权的斗争持续了近两个世纪，但外西凡尼亞大公雖是貴族議會推選，卻須由鄂圖曼的最高樸特名義上認可，因此在1690年之前，土耳其在此地的影響較大，但特兰西瓦尼亚仍是在歐洲舉足輕重的強權，其行動影響著中東歐的政治變化。
特兰西瓦尼亚摆脱了罗马天主教会的宗教控制，允许新教路德宗和加尔文宗教会在境内发展。1563年，乔吉奥·布兰德拉塔被任命为宫廷医师，他狂热的宗教思想极大地影响了年轻的国王约翰二世和加尔文主教弗朗西斯·大卫，使他们皈依了一神論派。在一场正式的公开辩论中，弗朗西斯·大卫驳倒了加尔文派的彼得·墨利乌斯；这导致了1568年土达法令的诞生，正式阐述了个人宗教信仰表达的自由（这也是基督教统治下欧洲的第一个宗教自由的合法保证）。
巴托里家族在约翰二世于1571年去世后掌权。他们作为土耳其帝国的亲王统治特兰西瓦尼亚至1602年，其间也曾简短地受哈布斯堡家族的控制。
年轻的匈牙利天主教徒史蒂芬·百瑟利许诺捍卫土达法令，保障宗教自由，但却更加理性地看待这一职责。他后来成为了波兰的史蒂芬国王（1576-1586年在位）。百瑟利统治的后期特兰西瓦尼亚出现了四方名的冲突，包括特兰西瓦尼亚人，奥地利人，土耳其人和瓦拉几亚公国大公勇敢者米哈伊。

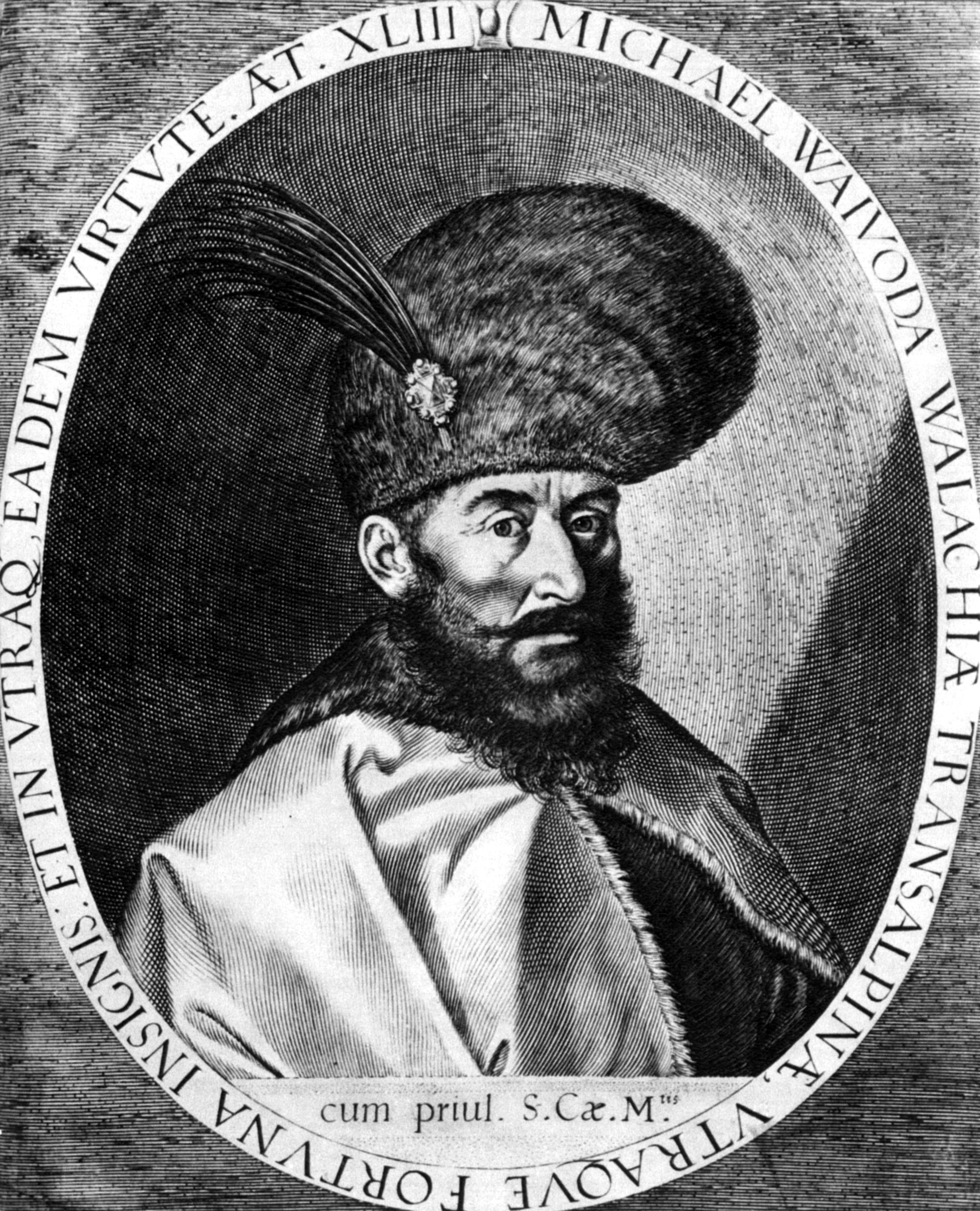
勇敢者米哈伊

米哈依于1599年塞里巴战役中打败了安德鲁·巴托里的军队，控制了特兰西瓦尼亚。巴托里被那些希望借助米哈依帮助，重新获得昔日特权的贵族杀害。1600年5月，米哈依甚至控制了摩尔多瓦，从而统一了瓦拉几亚、摩尔多瓦和特兰西瓦尼亚这三个构成当今罗马尼亚主要部分的公国。然而统一并未持续下去，哈布斯堡将军乔吉奥·巴斯塔命令瓦龙雇佣兵于1601年8月暗杀了米哈依。巴斯塔最终于1604年征服了特兰西瓦尼亚，开始了恐怖统治。他把土地分给贵族，试图将人口日耳曼化，并通过反宗教改革重新确立天主教教义的权威。

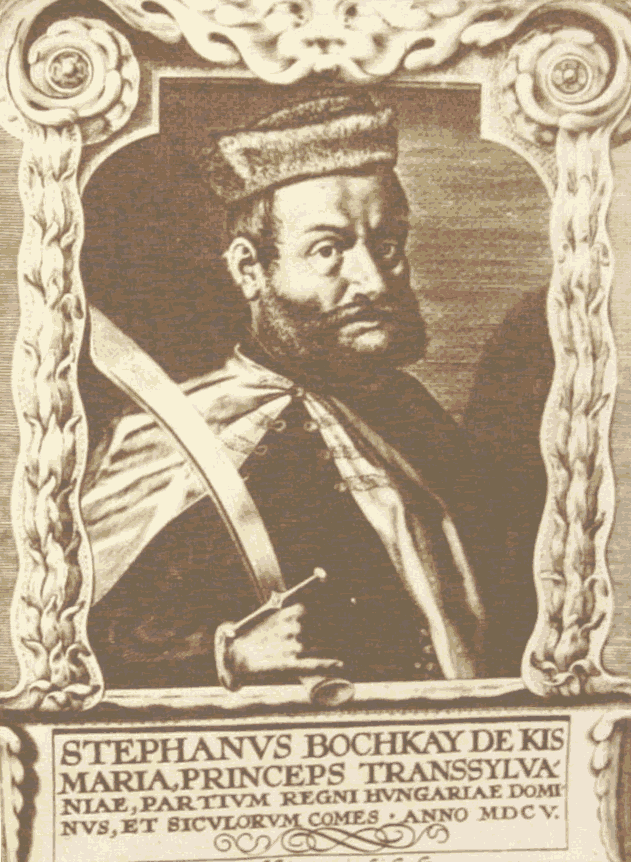
史蒂芬·伯茨凯

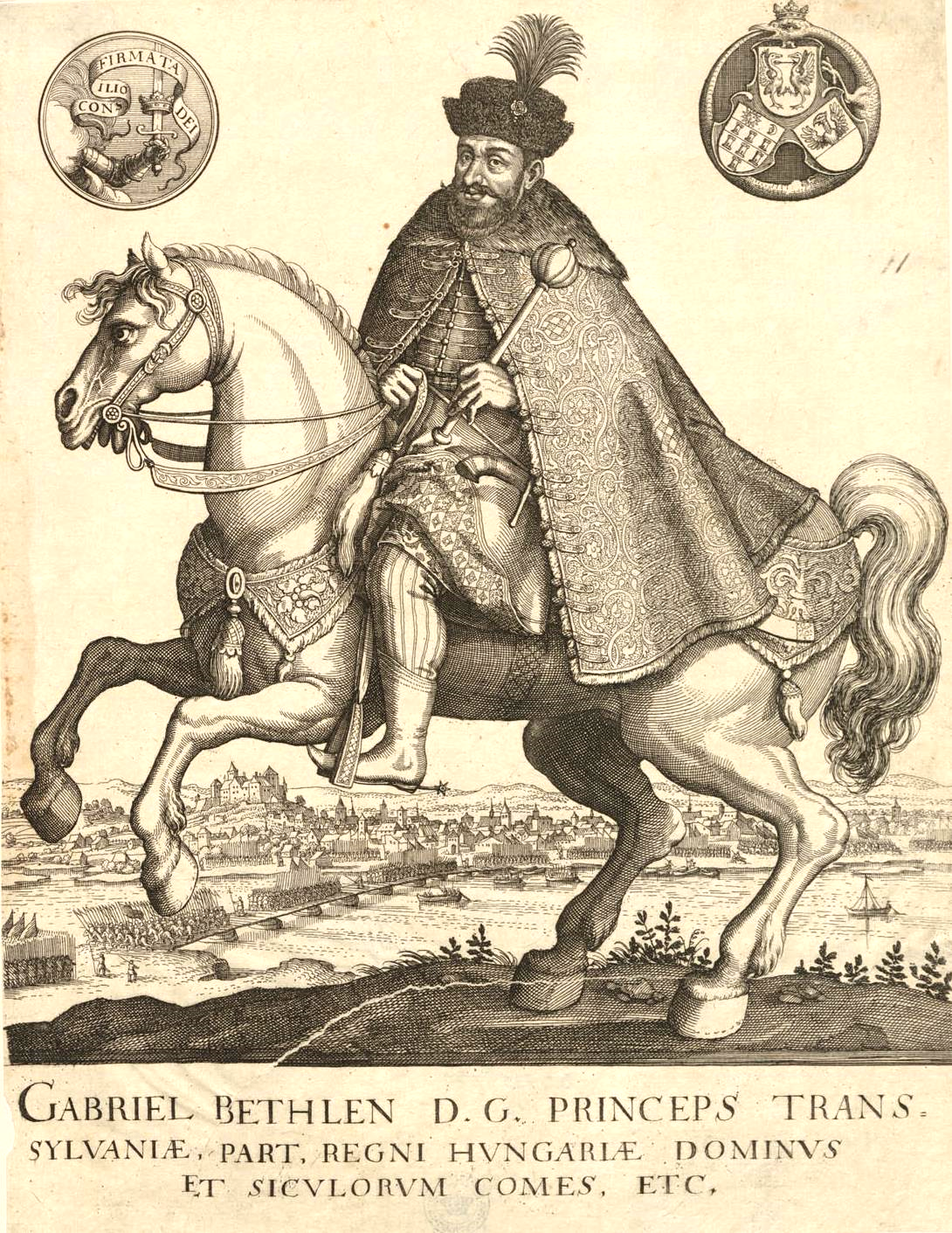
拜特伦·加博尔

1604年至1606年，比哈尔郡的要人加尔文教徒伯茨凱·伊什特萬成功地领导了一场对奥地利人统治的叛乱。伯茨凯于1603年4月5日被选为特兰西瓦尼亚大公，两个月后成为了匈牙利大公。他简短的统治下（他死于1606年12月29日）的两大成就是《维也纳和约》（1606年6月23日）和《茨特瓦特洛克休战协定》（1606年11月）。通过《维也纳和约》，伯茨凯获得了宗教自由和政治自治，得到了对所有被没受财产的赔偿，废除了所有“不公正的”判决，完全特赦了所有匈牙利皇室成员。他本人被认为是一个疆域扩大了的特兰西瓦尼亚的独立的君主。几乎同样重要的是《茨特瓦特洛克休战协定》，伯茨凯在奥地利皇帝和土耳其帝国苏丹之间的谈判导致了这一协定的诞生。
在伯茨凯继承者的统治下，特兰西瓦尼亚迎来了它的黄金时期，尤其是在拜特伦·加博尔和乔治一世莱考茨治下。拜特伦·加博尔于1613年至1629年在位，他终身反对奥地利皇帝压迫或迫害他的臣民，并由于支持新教事业而在海外享有盛名。他曾三次发动对皇帝的战争，其中两次自称匈牙利国王。通过《尼科尔斯堡和约》（1621年12月31日）他为新教徒赢得了《维也纳条约》的确认，为自己获取了匈牙利北部的七个郡。拜特伦的继承者乔治一世莱考茨（鄂圖曼蘇丹同意其繼承）同样出色。他的主要成就有《林茨和约》（1645年9月16日），奥地利皇帝被迫再次确认《维也纳和约》的条款。这是匈牙利新教在政治上的最后一次胜利。拜特伦·加博尔和乔治一世莱考茨在教育和文化方面成绩显著，他们的任期被叫做特兰西瓦尼亚的黄金时代。他们耗费巨资修建首都居拉菲埃瓦（阿尔巴·尤利亚，Weißenburg），这座城市成为了东欧新教的主要堡垒。在他们的统治期间，特兰西瓦尼亚也是欧洲少数罗马天主教徒、加尔文教徒、路德教徒和一神教徒能够和谐相处的国家之一。然而罗马尼亚东正教徒却被剥夺了平等的权利。尽管一位罗马尼亚希腊天主教主教因诺琴提·米库-柯兰的一再努力，政府仍然不同意给与他们同皈依天主教的罗马尼亚人同等的国家地位。

### 土耳其入侵
1657年標誌著黃金時代的結束。當年一月，特兰西瓦尼亚志大才疏的統治者乔治二世莱考茨（1648-1660年在位，或稱喬治二世·拉科齊，喬治一世的兒子），率領軍隊二萬五千人，出兵波蘭。他與瑞典、哥薩克酋長國結盟，希望趁著鄰國波蘭立陶宛聯邦面臨大洪水時代的生死存亡關頭時，和盟友一同瓜分波蘭。在波蘭實行半年的恐怖搶掠並一度佔領華沙之後，他在七月被波蘭的大將斯特凡·恰爾涅茨基徹底擊敗，在回國的途中又遇到波蘭盟友克里米亞汗國的阻擋和襲擊，雖然喬治二世本人先一步回國了，但他一萬多人的軍隊卻被克里米亞軍全部俘虜並作為人質，連帶導致國內的巨大混亂。
從1657年底開始，喬治二世名義上的領主國——鄂圖曼土耳其，聯合其附庸克里米亞汗國進軍特兰西瓦尼亚並橫掃其國土，特兰西瓦尼亚歷經半世紀的安寧與富強被徹底打破。土耳其蘇丹的入侵理由，是喬治二世份屬附庸，不該未經其同意就任意對波蘭發動戰爭，所以應當受到嚴厲的處罰。在土耳其的巨大壓力之下，喬治二世一度被貴族議會所廢黜，但不久即復位，然後在1660年被中興土耳其的科普律宰相家族給擊敗，戰死沙場。
當時，特兰西瓦尼亚被鄂圖曼施予領土喪失和提高附庸金（從之前每年一萬五千金幣提高到五萬）的懲罰。雖然特兰西瓦尼亚的繼任統治者約翰·凱梅尼（1661-1662年在位）於1661年向奧地利哈布斯堡王朝皇帝求得援助並宣布斷絕與土耳其的附庸關係，但十二萬以上的土耳其軍很快在隔年揮兵特兰西瓦尼亚，先殺死約翰·凱梅尼，再進攻奧地利所屬的西部匈牙利。奧地利頗有軍事天份的主帥——拉依蒙多·蒙特庫科利，因為獲得德意志諸國與法國派來的援軍，擋住土耳其的大軍並獲得勝利，但奧地利仍在1664年與土耳其簽訂和約、承認土耳其對特兰西瓦尼亚的宗主權。自此特兰西瓦尼亚徹底屈從土耳其的意志，議會選出對土耳其唯命是從的統治者邁克爾一世·阿帕費（1662-1690年），並在往後的20年中內，悲慘地承擔著巨額附庸金（每年20萬金幣）與戰敗賠款。

### 奥地利统治
鄂圖曼帝國在1683年的維也納之戰中失敗後，哈布斯堡王朝逐漸在自治的特兰西瓦尼亚實行管治，1687年迫使馬札爾貴族放棄過去自由選舉匈牙利國王的權利，讓奧地利哈布斯堡王朝世襲統治。除了加強中央管治外，哈布斯堡王朝亦推崇羅馬天主教，作為統一特兰西瓦尼亚的力量，並藉以減低新教的影響力。哈布斯堡王朝希望透過在新教和天主教之間製造衝突來削弱。結果，匈牙利人在1672年開始長達三十多年反抗奧地利的庫科茲起事 ，以及1703-1711年間出現的拉科齊起事，在法王路易十四開頭的支援下，許多馬札爾貴族聯合平民與農奴，對奧地利發起全面反抗，要求恢復特兰西瓦尼亚公国的獨立與信仰自由。當時奧地利正在西面與法國進行西班牙王位繼承戰爭，情勢一度對特兰西瓦尼亚頗為有利，起事軍更在1707年宣布廢除哈布斯堡皇帝（約瑟夫一世）的匈牙利王位。但是1704年法軍在布倫海姆戰役大敗給英、奧聯軍之後，奧地利開始有餘力把軍隊東調去鎮壓特兰西瓦尼亚的叛亂，法國對特兰西瓦尼亚的支援也逐漸停止。終於，拉科齊起事在1711年被平定，貴族向奧地利投降妥協，特兰西瓦尼亚公国被奧地利取消，改由哈布斯堡派去的總督統治。
1740年，隨著匈牙利新任女王瑪麗亞·特蕾莎的上台與奧地利王位繼承戰爭的開打，匈牙利貴族趁機與女王討價還價地獲得大量的特權與權利保障，並發揮騎士精神去效忠並捍衛女王的傳統權利，外西凡尼亞作為匈牙利王國的一部分，從此與奧地利哈布斯堡王朝更加緊密的相連，地方貴族受到女王絕對主義王權的魅惑與影響，開始移居維也納。自此外西凡尼亞繼續在奥地利帝國、奧匈帝國統治下，直到第一次世界大戰。

### 匈牙利統治

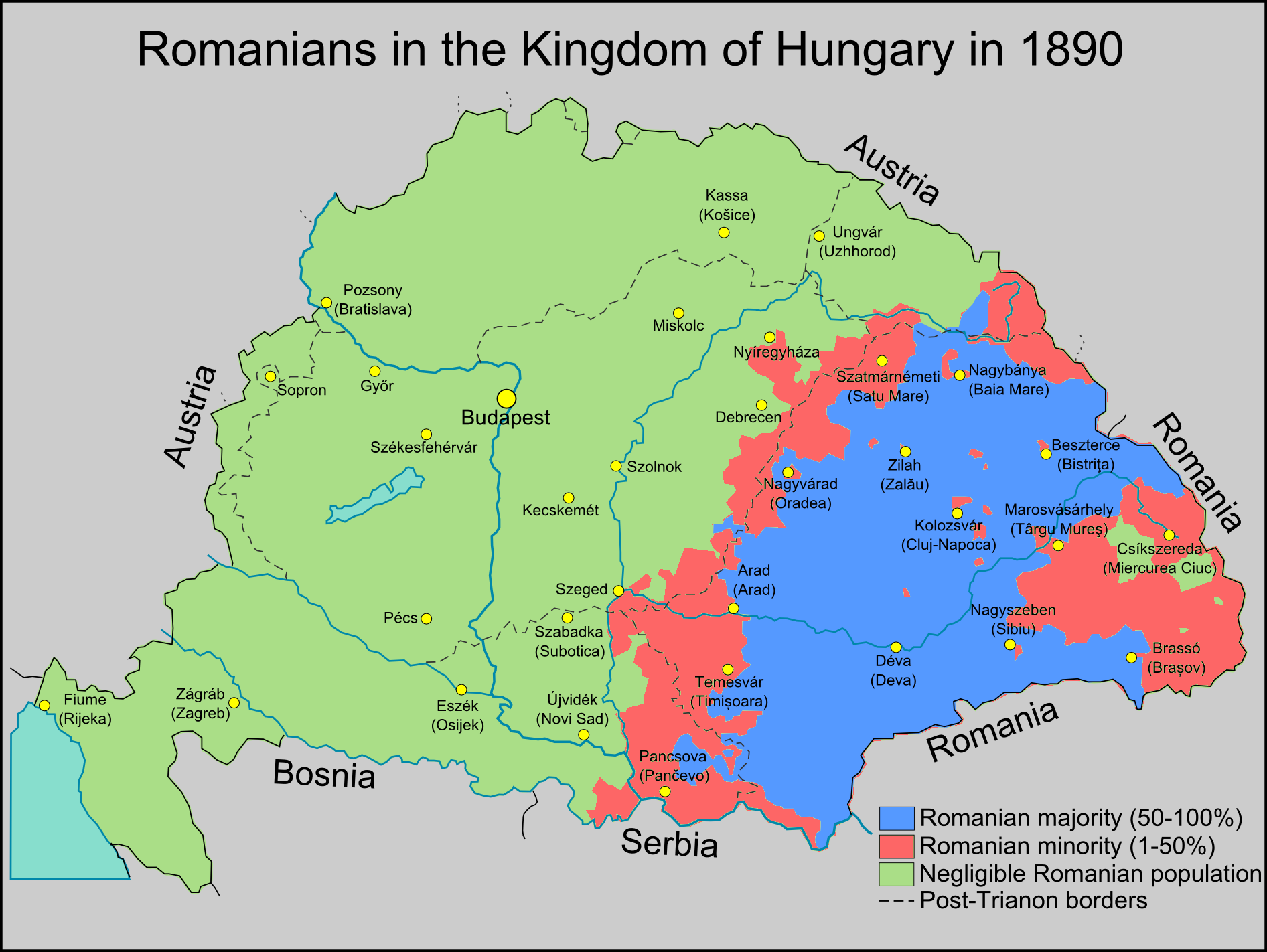
1890年匈牙利王國境內的羅馬尼亞人

作為1848年反對哈布斯堡統治的革命的一部分，匈牙利起義者宣布特蘭西瓦尼亞與匈牙利重新統一、匈牙利王國從維也納獨立、廢除農奴制等等（見匈牙利革命1848/1849年和1848年羅馬尼亞革命）。然而，在俄羅斯的支持下，奧地利於1849年鎮壓了匈牙利的獨立願望。在接下來的五年（1849-1854）中，特蘭西瓦尼亞處於奧地利軍事管理之下。作為革命少數的成果之一，廢除農奴制在整個帝國和特蘭西瓦尼亞仍然有效。
1866年，馬札爾人主導的國家議會（損害了其他民族的利益）決定支持與匈牙利的聯盟，這項決定是在1867年1月的皇家法令下實施的（關於維也納法院與匈牙利的賠償談判）；這意味著特蘭西瓦尼亞存在了700多年的自治地位被廢除。該法案廢除了特蘭西瓦尼亞薩克森人的自治權、國立大學和相關的舊權利，並廢除了王室土地。這同樣適用於塞克勒家族的特殊權利。
1867年2月和3月實現了均等化，奧匈妥協，從而建立了奧匈帝國的雙重君主制。特蘭西瓦尼亞被確認為匈牙利帝國一半的一部分。
然而在國內政策獨立的匈牙利，匈牙利人是少數（儘管人數眾多），以至於布達佩斯王國政府擔心國家完整性崩潰，規定獨佔匈牙利人。的衝突。然而特蘭西瓦尼亞薩克森人能夠透過其教派學校以及大量協會和基金會——尤其是國家大學基金會——在很大程度上規避這些限制。其他民族，例如薩斯馬爾·斯瓦比亞人，在這方面就遠沒有那麼成功。由於數量眾多且靠近羅馬尼亞王國，羅馬尼亞人抵制馬扎爾化，並認為自己在許多層面上都處於統治地位的匈牙利人的不利地位。

### 併入罗马尼亚
尽管罗马尼亚国王斐迪南一世是霍亨索伦王室成员，罗马尼亚在第一次世界大战爆发时拒绝加入同盟國集团，而保持中立。1916年，罗马尼亚与协约国签署了军事协定，加入了承认罗马尼亚对特兰西瓦尼亚的主权的协约国集团。该协定的后果之一是罗马尼亚于1916年8月27日向同盟國宣战，越过喀尔巴阡山脉进军特兰西瓦尼亚，从而迫使同盟國在另一条前线作战。自9月起，一支德国-保加利亚反击部队在多布罗加和喀尔巴阡山内活动，将罗马尼亚军队在10月中旬赶回国内，奥匈帝國并最终攻陷了布加勒斯特。1918年三月，俄国签署了《布列斯特-立陶夫斯克條約》，割让波羅的海地區、白俄及烏克蘭予德國，退出了战争。罗马尼亚在东欧孤军奋战，并于1918年5月开始与德国商谈和平条约。然而作为谈判结果签署的《布加勒斯特和约》却从未被罗马尼亚承认过，罗马尼亚政府更于1918年十月公开抨击这一和约，並站到了協約國集团，重新加入战争。罗马尼亚军队推进到特兰西瓦尼亚的穆列什河。
到1918年中期，同盟國集团在战争中节节败退，德國在西線被打败，鄂圖曼帝國及保加利王國投降，奥匈帝国开始分裂，其中的国家在9、10月间纷纷宣布独立。特兰西瓦尼亚的国家党聚会并起草了一份协议，调用特兰西瓦尼亚的罗马尼亚人的自决权（十四點和平原則），宣布特兰西瓦尼亚和罗马尼亚合并。11月，代表所有在特兰西瓦尼亚的罗马尼亚人的罗马尼亚民族中央委员会通告布达佩斯政府，它们已经接管特兰西瓦尼亚的23个郡的全境和3个其它郡的部分地区。1918年12月1日在阿尔巴尤利亚举行的一场大规模集会通过了一项决议，号召所有罗马尼亚人统一到一个国家内。来自特兰西瓦尼亚的德国人的民族委员会和来自巴纳特的多瑙斯瓦比亚人委员会都通过了这项公告。作为回应，1918年12月22日，位于克鲁日的匈牙利大会重新确认了特兰西瓦尼亚的匈牙利人对于匈牙利的忠心。
1918年12月罗马尼亚军队驻扎在穆列什河，但在征求凡尔赛集团意见之后，以保护在特兰西瓦尼亚的罗马尼亚人为由，越过边境区域直达克鲁日，后来进驻西格海特。布尔什维克分子试图散播十月革命，令该区域的暴力日益升温，並导致了1919年2月罗马尼亚和匈牙利之间中立区的建立。
刚刚宣布独立的匈牙利共和国的首相于1919年3月辞职，拒绝正式承认将特兰西瓦尼亚置于罗马尼亚统治下的《凡爾賽條約》。同月，庫恩·貝拉领导的匈牙利共产党掌权，宣布成立匈牙利苏维埃共和国。在承诺匈牙利将重新获得在奥匈帝国统治下的领土之后，匈牙利苏维埃共和国决定向捷克斯洛伐克和罗马尼亚宣战，展開匈牙利-羅馬尼亞戰爭。1919年4月，匈牙利军队沿索梅什河和穆列什河开始进攻特兰西瓦尼亚；5月，罗马尼亞部队推进至提萨河後突然停止；7月，新的匈牙利武装长驱直入罗马尼亚边境60公里；7月29日罗马尼亚军队反攻橫渡蒂薩河並於8月3日占领了布达佩斯，匈牙利苏维埃共和国灭亡。罗马尼亚军队在1919年10月至1920年3月间陆续撤出。
1919年6月正式签署的《凡爾賽條約》，承认了罗马尼亚对于特兰西瓦尼亚的主权。《聖日耳曼條約》（1919年）和《特里亞農條約》（1920年6月）进一步描述了特兰西瓦尼亚的地位，确定了匈牙利和罗马尼亚两国的边界。1922年，斐迪南一世和王后玛丽亚在阿尔巴尤利亚加冕。
1940年8月，在第二次世界大战期间，納粹德國通过第二次《维也纳仲裁裁决》，将特兰西瓦尼亚的北半部划给了匈牙利王國。二战结束后有2年時間，儘管喀爾巴阡盧森尼亞及斯洛伐克南部被收回，但新建立的匈牙利第二共和國仍然控制着北特兰西瓦尼亚。1947年對除了德國和日本的歐洲軸心國成員的《巴黎和约》废除了《维也纳仲裁裁决》，北部特兰西瓦尼亚的疆域歸還罗马尼亚社會主義共和國。根据《巴黎和约》，二战后罗马尼亚与匈牙利的边界与1920年测定的一致。

### 人口
根據2002年的人口普查，特蘭西瓦尼亞人口為7,221,733人，其中羅馬尼亞人佔74.69%，匈牙利人佔19.60%，羅姆人佔3.39%，德國人佔0.73%（約6萬人）。
2020年，在羅馬尼亞約6萬名德國人中，特蘭西瓦尼亞薩克森人僅佔約14,000人，其中的許多都在二戰後和冷戰後的移民潮中歸國。儘管他們的移民現在已經放緩，但剩餘的德國人口老齡化嚴重，由於高死亡率，其人數在持續減少。

特兰西瓦尼亚大公国国徽

| 年份   | 全部      | 羅馬尼亞人 | 匈牙利人 | 德意志人 | 吉卜賽人 | 烏克蘭人 | 塞爾維亞人 | 斯洛伐克人 |
| ------ | --------- | ---------- | -------- | -------- | -------- | -------- | ---------- | ---------- |
| 1869年 | 4,224,436 | 59.0%      | 24.9%    | 11.9%    | 1.3%     | 0.4%     | 1.1%       | 0.5%       |
| 1880年 | 4,032,851 | 57.0%      | 25.9%    | 12.5%    | 1.5%     | 0.3%     | 1.3%       | 0.6%       |
| 1890年 | 4,429,564 | 56.0%      | 27.1%    | 12.5%    | 1.4%     | 0.3%     | 1.1%       | 0.6%       |
| 1900年 | 4,840,722 | 55.2%      | 29.4%    | 11.9%    | 0.6%     | 0.4%     | 1.0%       | 0.6%       |
| 1910年 | 5,262,495 | 53.8%      | 31.6%    | 10.7%    | 1.2%     | 0.4%     | 1.0%       | 0.6%       |
| 1919年 | 5,259,918 | 57.1%      | 26.5%    | 9.8%     | –        | –        | –          | –          |
| 1920年 | 5,208,345 | 57.3%      | 25.5%    | 10.6%    | –        | –        | –          | –          |
| 1930年 | 5,114,214 | 58.3%      | 26.7%    | 9.7%     | 0.8%     | 0.4%     | 0.8%       | 0.7%       |
| 1941年 | 5,548,363 | 55.9%      | 29.5%    | 9.0%     | –        | –        | –          | –          |
| 1948年 | 5,761,127 | 65.1%      | 25.7%    | 5.8%     | –        | –        | –          | –          |
| 1956年 | 6,232,312 | 65.5%      | 25.9%    | 6.0%     | 0.6%     | 0.5%     | 0.7%       | 0.3%       |
| 1966年 | 6,736,046 | 68.0%      | 24.2%    | 5.6%     | 0.5%     | 0.5%     | 0.6%       | 0.3%       |
| 1977年 | 7,500,229 | 69.4%      | 22.6%    | 4.6%     | 1.6%     | 0.6%     | 0.4%       | 0.3%       |
| 1992年 | 7,723,313 | 75.3%      | 21.0%    | 1.2%     | 1.1%     | 0.6%     | 0.4%       | 0.2%       |
| 2011年 | 6,789,250 | 70.6%      | 17.9%    | 0.4%     | 3.9%     | 0.6%     | –          | –          |

### 特兰西瓦尼亚国徽
特兰西瓦尼亚的国徽是由三部份组成：

特兰西瓦尼亚大公国国旗，顏色代表以下各族群：
藍色：罗马尼亚人
红色：匈牙利人
黃色：日耳曼人

- 蓝色背景上的胡兀鹫（一种长有胡须的兀鹫，代表中世纪的贵族）以及太阳和月亮（两者代表塞凱伊人）
- 一条红色的分隔带
- 黄色背景上的七座红塔，代表特兰西瓦尼亚萨克森人的七座城堡

注释：特兰西瓦尼亚议会于1659年制定了该盾形纹章，其内容与几个特权民族有关：显现的秃鹰用来代表匈牙利人，七个市镇代表撒克遜人，月亮和太阳代表塞凱伊人。罗马尼亚人曾要求在徽章裏添加达契亚的表徵，但未被接受，就这样特兰西瓦尼亚唯一的原住民居然没有自己的象徵。